# Деверинская, Александра Тимофеевна
Александра Тимофеевна Деверинская (род. 19 марта 1960, Первомайское, Батыревский район, Чувашская АССР, РСФСР) — советский легкоатлет.
Мастер спорта СССР международного класса по легкой атлетике; Чемпионка СССР (1981, 1985, 1986); победительница Кубка СССР (1981,1982), мира (1981); рекордсменка мира, Европы и СССР по спортивной ходьбе на 5 км. Первая из россиянок вышла на мировой уровень и первая из россиянок вписала строчки в таблицу рекордов мира.

## Биография
Училась в Первомайской средней школе Батыревского района Чувашии, где увлеклась бегом. На факультете физического воспитания Чувашского педагогического института тренировалась у Николая Пуклакова. Выполнила норматив кандидата в мастера спорта.
В настоящее время А. Деверинская — директор Республиканской спортивной школы ходьбы олимпийского резерва.

## Победы
Стала рекордсменкой мира в ходьбе на 5 км.
В 1981 году на чемпионате СССР в Ленинграде дистанцию преодолела за 22 мин. 50 сек.
В 1982 году окончательный результат — 22 мин. 14 сек.

## Награды
- Памятная медаль «100-летие образования Чувашской автономной области» (2020)